# Лепељ
Лепељ (блр. Лепель; рус. Лепель) град је у северном делу Републике Белорусије. Административно припада Лепељском рејону који се налази на југу Витепске области, а уједно је и административно средиште тог рејона.
Према проценама из 2014. у граду је живело 17.608 становника.

## Географија
Град Лепељ се налази на југоисточној обали Лепељског језера, на месту где се у језеро улива река Еса, односно из њега истиче река Ула. Налази се на око 155 км северно од главног града земље Минска, односно на око 110 км западно од административног центра области града Витепска.

## Историја
Лепељ се први пут помиње 1439. као феудални посед католичке цркве који се налазио на једном острву у Лепељском језеру, а име је добио по самом језеру. Касније се насеље проширило и на западну обалу језера, данас село Стари Лепељ, које је 1563. добило Магдебуршко право и статус слободног трговачког града.
Пољски краљ Стефан Батори је средином XVI века насеље вратио католичкој цркви, која га је пак недуго потом, 1586. продала литванском грофу Лаву Сапеги. Сапега је на месту данашњег града основао ново насеље које је добило име Нови Лепељ (касније само Лепељ). Године 1609. Лепељ је постао црквени посед братства бернардинаца из Вилњуса.
Након друге поделе Пољско-Литванске државе 1793. постаје делом Руске Империје, а већ 1802. и центром истоименог округа. Након што је 1805. саграђен Березински пловни пут (систем канала који је повезивао реке Њемен и Западну Двину), у Лепељу је успостављена канцеларија за управљање овим системом. Град је 1852. добио властити грб.
На основу резултата сверуског пописа становништва и имовине из 1897. у граду Лепељу су живела 6.284 становника, а најбројнији су били Јевреји са 3.379, а следе Белоруси (1.918), Руси (521) и Пољаци (440).

## Становништво
Према процени, у граду је 2014. живело 17.608 становника.
| 1979.  | 1989.  | 1999.  | 2009.  | 2012.  |
| ------ | ------ | ------ | ------ | ------ |
| 16.479 | 19.087 | 19.087 | 17.280 | 17.608 |